# Ramon Borràs Perelló
Ramón Borràs Perelló (Lérida, 1858-1941?) fue un tallista y escultor catalán. Se formó en el taller de su padre, Borràs Fábrega, y trabajó con Hermenegild Jou, quien a su vez fue discípulo de los Corcelles. Principalmente se dedicó a la escultura y la escultura religiosa, pero también forma parte de la Tranquil Taller, uno de los primeros grupos de artistas leridanos contemporáneos de los que se tiene constancia, con Ramón Fontanals y Prudenci Murillo. Ramón Borràs fue uno de los organizadores de la Exposición de Artistas de Lleida, de 1912, en la que también fue parte de la totalidad de la presentación de una pieza, titulada Degustación.
Entre sus obras más notables son los altares de las iglesias de Puebla de Segur y el Seminario de Lérida, y de las parroquias de Sant Joan y Sant Pere de Lleida, de Nuestra Señora de Montserrat en la Iglesia de los Dolores; el púlpito y los altares laterales del Seminario de la Seo de Urgell y Sant Blai de la Catedral Nueva, que fue construido por su hijo Ramón.